# Зигфрид фон Вальбек (епископ Мюнстера)
Зигфрид фон Вальбек (нем. Siegfried von Walbeck; умер 27 ноября 1032) — 13-й епископ Мюнстера (1022—1032), в 1009—1022 аббат монастыря Берге возле Магдебурга. Сын графа Зигфрида фон Вальбек и Кунигунды фон Штаде. Брат Титмара Мерзебургского.
В детстве обучался в монастыре св. Иоанна Крестителя (Берге) возле Магдебурга. В 1009 году стал аббатом этого монастыря. В 1022 году после смерти кузена Дитриха стал епископом Мюнстера. Во время пребывания в этой должности конфликтовал с графами фон Верл. В 1027 году участвовал во Франкфуртском соборе.